# XI (album Metal Church)
XI – jedenasty album studyjny amerykańskiego zespołu heavymetalowego Metal Church wydany 25 marca 2016 roku przez Rat Pak Records.

## Lista utworów
Autorami utworów, jeśli nie podano inaczej, są Mike Lowe i Kurdt Vanderhoof.
1. „Reset” – 3:54
2. „Killing Your Time” – 5:06
3. „No Tomorrow” – 5:08
4. „Signal Path” – 7:12
5. „Sky Falls In” – 7:01
6. „Needle and Suture” – 4:38
7. „Shadow” – 4:08
8. „Blow Your Mind” – 6:28
9. „Soul Eating Machine” – 4:41
10. „It Waits” – 5:15
11. „Suffer Fools” – 4:54

## Twórcy
| Metal Church w składzie - Mike Howe – śpiew - Rick van Zandt – gitara prowadząca - Kurdt Vanderhoof – gitara, produkcja, miksowanie, mastering, projekt okładki - Steve Unger – gitara basowa, wokal wspierający - Jeff Plate – perkusja | Personel - Chris "Wizard" Collier – miksowanie - "Iron" Mike Savoia – zdjęcia |